# Scunthorpe United Football Club
Lo Scunthorpe United Football Club, meglio noto come Scunthorpe United, è una società calcistica inglese con sede nella città di Scunthorpe, nella parte nord-orientale del Paese. Attualmente milita nella National League North, la sesta serie inglese.
Spesso è la prima tra le squadre del North Lincolnshire.

## Storia
Fondato nel 1899, lo Scunthorpe United ha dovuto aspettare cinquanta anni prima di poter approdare in Football League grazie alla sua espansione.
Nel 1988 fu la prima squadra inglese ad avviare il progetto per poter costruire il proprio stadio oggi denominato a causa dello sponsor Glanford Park.
La squadra non ha mai goduto di grosse fortune in campionato, nel 1992 venne sconfitta ai rigori dal Blackpool a Wembley nella finale play-off della Third-division; nel 1999 sempre nello stesso stadio, sconfisse 1-0 il Leyton Orient e approdò per la prima volta in division two salvo poi retrocedere immediatamente.
Nella stagione 2005/06 si ritrovò da neopromossa nella League One venendo inserita nel novero delle squadre pericolanti. Gli iron tuttavia riuscirono a salvarsi grazie a un 12º posto insperato alla vigilia.
La stagione 2006/07 è stata la miglior stagione di tutti i tempi per gli Irons. I 91 punti conquistati, grazie anche ai 30 goal del bomber Billy Sharp, hanno consentito alla formazione del Nord Est Inghilterra di vincere il campionato, approdando così per la prima volta in Championship, la serie B inglese.
La stagione 2007/08 non si è rivelata altrettanto gloriosa. Al termine del campionato lo Scunthorpe si è classificato al penultimo posto, con il risultato di dover così salutare immediatamente la Championship. 
L'anno seguente ha riguadagnato la promozione.
Al termine della stagione 2021-2022 retrocede in quinta divisione, abbandonando così dopo 72 anni consecutivi i campionati della Football League. La prima stagione nella nuova categoria, complici le difficoltà economiche del club, si conclude con una nuova retrocessione; nella stagione 2023-2024 gli Irons giocano così in National League North (sesta divisione), terminando il campionato al secondo posto in classifica e venendo poi eliminati in semifinale play-off dal Boston Utd. Nella stagione 2024-2025 il club conquista nuovamente il secondo posto in campionato, ma in questa occasione vincendo i play-off riesce dopo due anni a tornare in quinta divisione.

## Allenatori
- Ron Suart (1956-1958)
- Bill Lampton (1959)
- Frank Soo (1959-1960)
- Freddie Goodwin (1965-1966)
- Keith Burkinshaw (1966-1967) (interim)
- Dickie Rooks (1974-1976)
- Ronald Ashman (1976-1981)
- John Duncan (1981-1983)
- Allan Clarke (1983-1984)
- Frank Barlow (1984-1987)
- Richard Money (1993-1994)
- Mark Lillis (1997) (interim)
- Brian Laws (1997-2006)
- Nigel Adkins (2006-2010)
- Ian Baraclough (2010-2011)
- Brian Laws (2012-2013)
- Andy Dawson (2014) (interim)
- Mark Robins (2014-2016)
- Graham Alexander (2016-2018)
- Stuart McCall (2018-2019)
- Neil Cox (2020-2021)
- Keith Hill (2021-2022)
- Michael Nelson (2022-) (Interim)

## Palmarès

### Competizioni nazionali
- Football League One: 1

2006-2007
- Third Division North: 1

1957-1958

### Competizioni regionali
- Midland Football League: 2

1927-1928, 1938-1939
- Lincolnshire Senior Cup: 21

1951–1952, 1953–1954, 1954–1955, 1955–1956, 1957–1958, 1958–1959, 1960–1961, 1963–1964, 1965–1966, 1977–1978, 1996–1997, 1998–1999, 2001–2002, 2003–2004, 2007–2008, 2008–2009, 2009–2010, 2010–2011, 2021–2022

### Altri piazzamenti
- Football League One:

Vittoria dei play-off: 2008-2009
- Third Division:

Vittoria dei play-off: 1998-1999
- Third Division North:

Terzo posto: 1953-1954, 1954-1955
- Campionato inglese di quarta divisione:

Secondo posto: 2004-2005, 2013-2014
Promozione: 1971-1972, 1982-1983
Vittoria play-off: 1998-1999
- National League North:

Secondo posto: 2023-2024, 2024-2025
- Football League Trophy:

Finalista: 2008-2009

## Organico

### Rosa 2023-2024
| N. |                          | Ruolo | Calciatore               |
| -- | ------------------------ | ----- | ------------------------ |
| 1  | Inghilterra (bandiera)   | P     | Rory Watson              |
| 2  | Inghilterra (bandiera)   | D     | Jordan Clarke (capitano) |
| 4  | Inghilterra (bandiera)   | D     | Jacob Bedeau             |
| 5  | Inghilterra (bandiera)   | D     | Harrison McGahey         |
| 6  | Inghilterra (bandiera)   | D     | Emmanuel Onariase        |
| 7  | Inghilterra (bandiera)   | A     | Luke Williams            |
| 9  | Inghilterra (bandiera)   | A     | Ivan Toney               |
| 11 | Inghilterra (bandiera)   | C     | Josh Morris              |
| 12 | Inghilterra (bandiera)   | C     | Neal Bishop              |
| 13 | Inghilterra (bandiera)   | A     | Jonny Margetts           |
| 14 | Inghilterra (bandiera)   | A     | Tom Hopper               |
| 15 | Nuova Zelanda (bandiera) | D     | Clayton Lewis            |
| 16 | Inghilterra (bandiera)   | C     | Hakeeb Adelakun          |

| N. |                        | Ruolo | Calciatore      |
| -- | ---------------------- | ----- | --------------- |
| 17 | Inghilterra (bandiera) | C     | Andy Dales      |
| 18 | Inghilterra (bandiera) | C     | Jordan Hallam   |
| 19 | Stati Uniti (bandiera) | C     | Duane Holmes    |
| 20 | Inghilterra (bandiera) | D     | Charlie Goode   |
| 21 | Australia (bandiera)   | D     | Cameron Burgess |
| 22 | Inghilterra (bandiera) | D     | Levi Sutton     |
| 23 | Inghilterra (bandiera) | C     | Frank Vincent   |
| 24 | Inghilterra (bandiera) | D     | Ryan Yates      |
| 27 | Inghilterra (bandiera) | A     | Noel Burdett    |
| 29 | Inghilterra (bandiera) | A     | Kyle Wootton    |
| 31 | Inghilterra (bandiera) | P     | Rory Watson     |
| 33 | Inghilterra (bandiera) | P     | Mark Howard     |
|    | Inghilterra (bandiera) | C     | Jack Dyche      |

### Rosa 2022-2023
| N. |                          | Ruolo | Calciatore               |
| -- | ------------------------ | ----- | ------------------------ |
| 1  | Inghilterra (bandiera)   | P     | Rory Watson              |
| 2  | Inghilterra (bandiera)   | D     | Jordan Clarke (capitano) |
| 4  | Inghilterra (bandiera)   | D     | Jacob Bedeau             |
| 5  | Inghilterra (bandiera)   | D     | Harrison McGahey         |
| 6  | Inghilterra (bandiera)   | D     | Emmanuel Onariase        |
| 7  | Inghilterra (bandiera)   | A     | Luke Williams            |
| 9  | Inghilterra (bandiera)   | A     | Ivan Toney               |
| 11 | Inghilterra (bandiera)   | C     | Josh Morris              |
| 12 | Inghilterra (bandiera)   | C     | Neal Bishop              |
| 13 | Inghilterra (bandiera)   | A     | Jonny Margetts           |
| 14 | Inghilterra (bandiera)   | A     | Tom Hopper               |
| 15 | Nuova Zelanda (bandiera) | D     | Clayton Lewis            |
| 16 | Inghilterra (bandiera)   | C     | Hakeeb Adelakun          |
| 17 | Inghilterra (bandiera)   | C     | Andy Dales               |

| N. |                        | Ruolo | Calciatore      |
| -- | ---------------------- | ----- | --------------- |
| 18 | Inghilterra (bandiera) | C     | Jordan Hallam   |
| 19 | Stati Uniti (bandiera) | C     | Duane Holmes    |
| 20 | Inghilterra (bandiera) | D     | Charlie Goode   |
| 21 | Australia (bandiera)   | D     | Cameron Burgess |
| 22 | Inghilterra (bandiera) | D     | Levi Sutton     |
| 23 | Inghilterra (bandiera) | C     | Frank Vincent   |
| 24 | Inghilterra (bandiera) | D     | Ryan Yates      |
| 26 | Inghilterra (bandiera) | C     | Liam Thompson   |
| 27 | Inghilterra (bandiera) | A     | Noel Burdett    |
| 29 | Inghilterra (bandiera) | A     | Kyle Wootton    |
| 31 | Inghilterra (bandiera) | P     | Rory Watson     |
| 33 | Inghilterra (bandiera) | P     | Mark Howard     |
|    | Inghilterra (bandiera) | C     | Jack Dyche      |

### Rosa 2021-2022
| N. |                          | Ruolo | Calciatore               |
| -- | ------------------------ | ----- | ------------------------ |
| 1  | Inghilterra (bandiera)   | P     | Rory Watson              |
| 2  | Inghilterra (bandiera)   | D     | Jordan Clarke (capitano) |
| 4  | Inghilterra (bandiera)   | D     | Jacob Bedeau             |
| 5  | Inghilterra (bandiera)   | D     | Harrison McGahey         |
| 6  | Inghilterra (bandiera)   | D     | Emmanuel Onariase        |
| 7  | Inghilterra (bandiera)   | A     | Luke Williams            |
| 9  | Inghilterra (bandiera)   | A     | Ivan Toney               |
| 11 | Inghilterra (bandiera)   | C     | Josh Morris              |
| 12 | Inghilterra (bandiera)   | C     | Neal Bishop              |
| 13 | Inghilterra (bandiera)   | A     | Jonny Margetts           |
| 14 | Inghilterra (bandiera)   | A     | Tom Hopper               |
| 15 | Nuova Zelanda (bandiera) | D     | Clayton Lewis            |
| 16 | Inghilterra (bandiera)   | C     | Hakeeb Adelakun          |

| N. |                        | Ruolo | Calciatore      |
| -- | ---------------------- | ----- | --------------- |
| 17 | Inghilterra (bandiera) | C     | Andy Dales      |
| 18 | Inghilterra (bandiera) | C     | Jordan Hallam   |
| 19 | Stati Uniti (bandiera) | C     | Duane Holmes    |
| 20 | Inghilterra (bandiera) | D     | Charlie Goode   |
| 21 | Australia (bandiera)   | D     | Cameron Burgess |
| 22 | Inghilterra (bandiera) | D     | Levi Sutton     |
| 23 | Inghilterra (bandiera) | C     | Frank Vincent   |
| 24 | Inghilterra (bandiera) | D     | Ryan Yates      |
| 27 | Inghilterra (bandiera) | A     | Noel Burdett    |
| 29 | Inghilterra (bandiera) | A     | Kyle Wootton    |
| 31 | Inghilterra (bandiera) | P     | Rory Watson     |
| 33 | Inghilterra (bandiera) | P     | Mark Howard     |
|    | Inghilterra (bandiera) | C     | Jack Dyche      |

### Rosa 2020-2021
| N. |                          | Ruolo | Calciatore               |
| -- | ------------------------ | ----- | ------------------------ |
| 1  | Inghilterra (bandiera)   | P     | Rory Watson              |
| 2  | Inghilterra (bandiera)   | D     | Jordan Clarke (capitano) |
| 4  | Inghilterra (bandiera)   | D     | Jacob Bedeau             |
| 5  | Inghilterra (bandiera)   | D     | Harrison McGahey         |
| 6  | Inghilterra (bandiera)   | D     | Emmanuel Onariase        |
| 7  | Inghilterra (bandiera)   | A     | Luke Williams            |
| 9  | Inghilterra (bandiera)   | A     | Ivan Toney               |
| 11 | Inghilterra (bandiera)   | C     | Josh Morris              |
| 12 | Inghilterra (bandiera)   | C     | Neal Bishop              |
| 13 | Inghilterra (bandiera)   | A     | Jonny Margetts           |
| 14 | Inghilterra (bandiera)   | A     | Tom Hopper               |
| 15 | Nuova Zelanda (bandiera) | D     | Clayton Lewis            |
| 16 | Inghilterra (bandiera)   | C     | Hakeeb Adelakun          |

| N. |                        | Ruolo | Calciatore      |
| -- | ---------------------- | ----- | --------------- |
| 17 | Inghilterra (bandiera) | C     | Andy Dales      |
| 18 | Inghilterra (bandiera) | C     | Jordan Hallam   |
| 19 | Stati Uniti (bandiera) | C     | Duane Holmes    |
| 20 | Inghilterra (bandiera) | D     | Charlie Goode   |
| 21 | Australia (bandiera)   | D     | Cameron Burgess |
| 22 | Inghilterra (bandiera) | D     | Levi Sutton     |
| 23 | Inghilterra (bandiera) | C     | Frank Vincent   |
| 24 | Inghilterra (bandiera) | D     | Ryan Yates      |
| 27 | Inghilterra (bandiera) | A     | Noel Burdett    |
| 29 | Inghilterra (bandiera) | A     | Kyle Wootton    |
| 31 | Inghilterra (bandiera) | P     | Rory Watson     |
| 33 | Inghilterra (bandiera) | P     | Mark Howard     |
|    | Inghilterra (bandiera) | C     | Jack Dyche      |

### Rosa 2019-2020
| N. |                          | Ruolo | Calciatore      |
| -- | ------------------------ | ----- | --------------- |
| 1  | Scozia (bandiera)        | P     | Matt Gilks      |
| 2  | Inghilterra (bandiera)   | D     | Jordan Clarke   |
| 3  | Inghilterra (bandiera)   | D     | Conor Townsend  |
| 4  | Galles (bandiera)        | C     | Andrew Crofts   |
| 5  | Scozia (bandiera)        | D     | Murray Wallace  |
| 6  | Inghilterra (bandiera)   | D     | Andy Butler     |
| 7  | Inghilterra (bandiera)   | A     | Luke Williams   |
| 9  | Inghilterra (bandiera)   | A     | Ivan Toney      |
| 11 | Inghilterra (bandiera)   | C     | Josh Morris     |
| 12 | Inghilterra (bandiera)   | C     | Neal Bishop     |
| 13 | Inghilterra (bandiera)   | A     | Jonny Margetts  |
| 14 | Inghilterra (bandiera)   | A     | Tom Hopper      |
| 15 | Nuova Zelanda (bandiera) | D     | Clayton Lewis   |
| 16 | Inghilterra (bandiera)   | C     | Hakeeb Adelakun |

| N. |                        | Ruolo | Calciatore              |
| -- | ---------------------- | ----- | ----------------------- |
| 17 | Inghilterra (bandiera) | A     | Lee Novak               |
| 18 | Belgio (bandiera)      | D     | Marnick Vermijl         |
| 19 | Stati Uniti (bandiera) | C     | Duane Holmes            |
| 20 | Inghilterra (bandiera) | D     | Charlie Goode           |
| 21 | Australia (bandiera)   | D     | Cameron Burgess         |
| 22 | Inghilterra (bandiera) | D     | Levi Sutton             |
| 23 | Inghilterra (bandiera) | D     | Rory McArdle (capitano) |
| 24 | Inghilterra (bandiera) | D     | Ryan Yates              |
| 27 | Inghilterra (bandiera) | A     | Noel Burdett            |
| 29 | Inghilterra (bandiera) | A     | Kyle Wootton            |
| 31 | Inghilterra (bandiera) | P     | Rory Watson             |
| 33 | Inghilterra (bandiera) | D     | Lewis Butroid           |
|    | Inghilterra (bandiera) | C     | Jack Dyche              |

### Rosa 2018-2019
| N. |                          | Ruolo | Calciatore      |
| -- | ------------------------ | ----- | --------------- |
| 1  | Scozia (bandiera)        | P     | Matthew Gilks   |
| 2  | Inghilterra (bandiera)   | D     | Jordan Clarke   |
| 3  | Inghilterra (bandiera)   | D     | Conor Townsend  |
| 4  | Galles (bandiera)        | C     | Andrew Crofts   |
| 5  | Scozia (bandiera)        | D     | Murray Wallace  |
| 6  | Belgio (bandiera)        | C     | Funso Ojo       |
| 7  | Inghilterra (bandiera)   | A     | Luke Williams   |
| 9  | Inghilterra (bandiera)   | A     | Ivan Toney      |
| 11 | Inghilterra (bandiera)   | C     | Josh Morris     |
| 12 | Inghilterra (bandiera)   | C     | Neal Bishop     |
| 13 | Inghilterra (bandiera)   | A     | Jonny Margetts  |
| 14 | Inghilterra (bandiera)   | A     | Tom Hopper      |
| 15 | Nuova Zelanda (bandiera) | D     | Clayton Lewis   |
| 16 | Inghilterra (bandiera)   | C     | Hakeeb Adelakun |

| N. |                        | Ruolo | Calciatore              |
| -- | ---------------------- | ----- | ----------------------- |
| 17 | Inghilterra (bandiera) | A     | Lee Novak               |
| 18 | Belgio (bandiera)      | D     | Marnick Vermijl         |
| 19 | Stati Uniti (bandiera) | C     | Duane Holmes            |
| 20 | Inghilterra (bandiera) | D     | Charlie Goode           |
| 21 | Australia (bandiera)   | D     | Cameron Burgess         |
| 22 | Inghilterra (bandiera) | D     | Levi Sutton             |
| 23 | Inghilterra (bandiera) | D     | Rory McArdle (capitano) |
| 24 | Inghilterra (bandiera) | D     | Ryan Yates              |
| 27 | Inghilterra (bandiera) | A     | Noel Burdett            |
| 29 | Inghilterra (bandiera) | A     | Kyle Wootton            |
| 31 | Inghilterra (bandiera) | P     | Rory Watson             |
| 33 | Inghilterra (bandiera) | D     | Lewis Butroid           |
|    | Inghilterra (bandiera) | C     | Jack Dyche              |

### Rosa 2006-2007
| N. |                          | Ruolo | Calciatore       |
| -- | ------------------------ | ----- | ---------------- |
| 1  | Irlanda (bandiera)       | P     | Joe Murphy       |
| 2  | Nuova Zelanda (bandiera) | D     | Dave Mulligan    |
| 3  | Inghilterra (bandiera)   | D     | Lee Ridley       |
| 4  | Inghilterra (bandiera)   | D     | Andy Crosby      |
| 5  | Inghilterra (bandiera)   | D     | Richard Hinds    |
| 6  | Irlanda (bandiera)       | D     | Cliff Byrne      |
| 7  | Inghilterra (bandiera)   | C     | Matt Sparrow     |
| 8  | Irlanda (bandiera)       | C     | Jim Goodwin      |
| 9  | Galles (bandiera)        | A     | Ramon Calliste   |
| 10 | Inghilterra (bandiera)   | A     | Steve Torpey     |
| 11 | Inghilterra (bandiera)   | C     | Ian Baraclough   |
| 12 | Inghilterra (bandiera)   | D     | Steve Foster     |
| 14 | Australia (bandiera)     | A     | Daniel McBreen   |
| 15 | Inghilterra (bandiera)   | C     | Cleveland Taylor |

| N. |                             | Ruolo | Calciatore        |
| -- | --------------------------- | ----- | ----------------- |
| 16 | Inghilterra (bandiera)      | C     | Neil MacKenzie    |
| 17 | Inghilterra (bandiera)      | D     | Marcus Williams   |
| 18 | Inghilterra (bandiera)      | D     | Andy Butler       |
| 20 | Inghilterra (bandiera)      | C     | Ashley Allanson   |
| 21 | Inghilterra (bandiera)      | A     | Jermaine Beckford |
| 22 | Inghilterra (bandiera)      | P     | Josh Lillis       |
| 23 | Inghilterra (bandiera)      | A     | Kevan Hurst       |
| 24 | Inghilterra (bandiera)      | A     | Billy Sharp       |
| 25 | Inghilterra (bandiera)      | A     | Peter Winn        |
| 26 | Scozia (bandiera)           | C     | Robbie Foy        |
| 27 | Irlanda (bandiera)          | C     | Ian Morris        |
| 28 | Inghilterra (bandiera)      | D     | Jack Francis      |
| 29 | Inghilterra (bandiera)      | D     | Joe Wilcox        |
| 30 | Irlanda del Nord (bandiera) | A     | James Quinn       |

### Stagioni passate
- Scunthorpe United Football Club 2014-2015